# Acrobyla kneuckeri
Acrobyla kneuckeri is een vlinder van de familie van de uilen (Noctuidae). De wetenschappelijke naam van deze soort is voor het eerst voorgesteld door Hans Rebel in een publicatie uit 1903.

## Verspreiding
De soort komt voor in:
- het Palearctisch gebied waaronder de Canarische Eilanden, Marokko, Algerije, Libië, Egypte, Israël, Jordanië, Irak en Iran,
- het Afrotropisch gebied waaronder Westelijke Sahara, Mauritanië, Tsjaad, Soedan, Saudi-Arabië, Bahrein, de Verenigde Arabische Emiraten, Oman en Jemen,
- het Oriëntaals gebied waaronder Pakistan.

## Waardplanten
De rups leeft op Vachellia nilotica subsp. tomentosa (Benth.) Kyal. & Boatwr. (Fabaceae).